# アッシュル・ナディン・シュミ
アッシュル・ナディン・シュミ（Ashur-nadin-shumi）は古代メソポタミア地方の新アッシリア帝国の王、センナケリブの息子。王位継承者と目され、紀元前700年、父によってバビロン王に任命されてバビロニア地方を統治した。だが、前694年、独立を望むバビロニア人に捕らえられ、敵国エラムに引き渡された。記録はないが、その後、殺害されたと思われる。
アッシュル・ナディン・シュミはアッカド語ではAššur-nādin-šumi、「アッシュル神は息子を賜れり」の意。

## 来歴

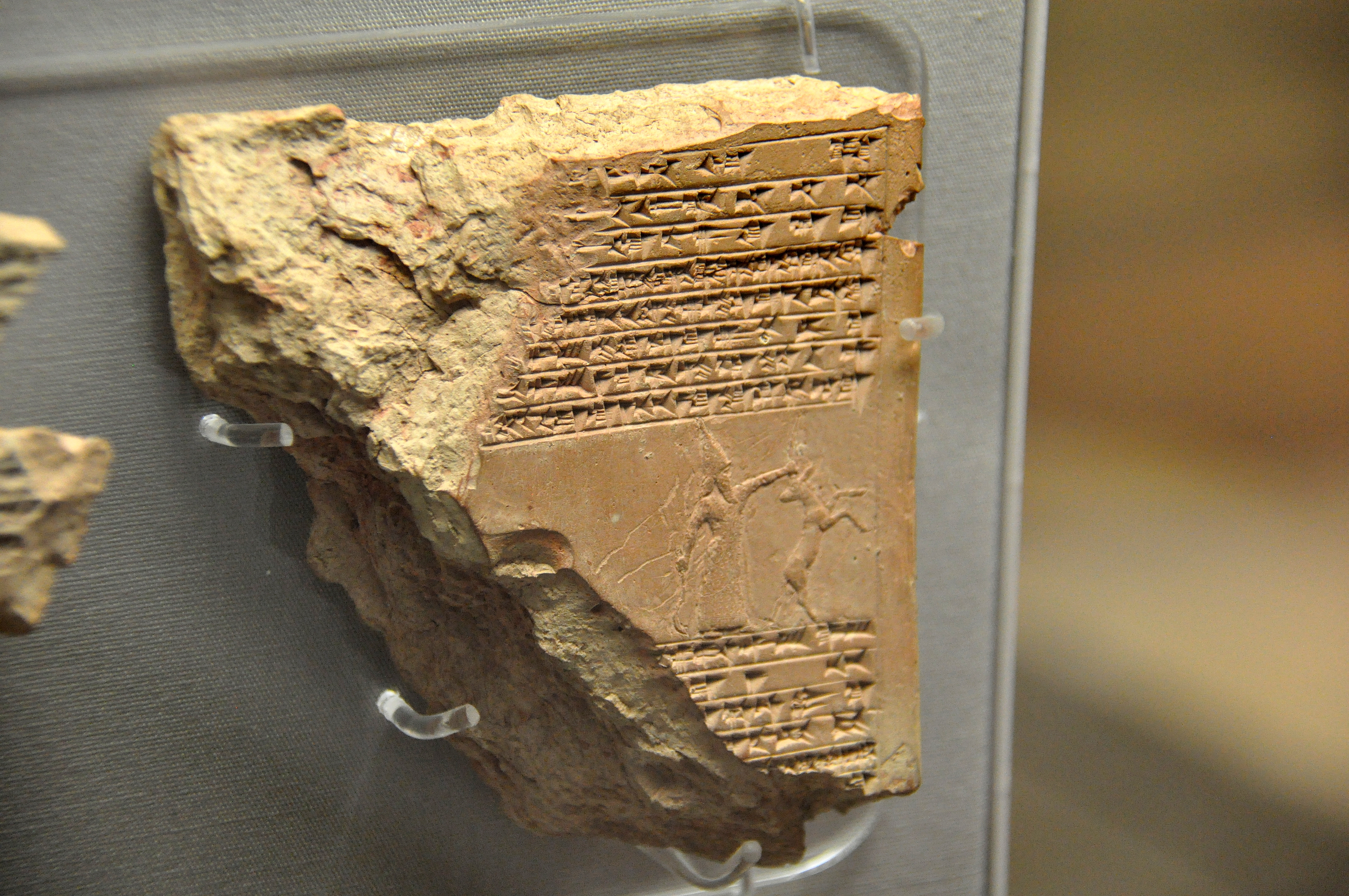
後のバビロン王でありアッシュル・ナディン・シュミの甥であるシャマシュ・シュム・ウキンの証書。元々アッシュル・ナディン・シュミが約束した給付金を確認したもの。前670年-前650年。大英博物館収蔵。

バビロニアは、アッシュル・ナディン・シュミがバビロンの王となるよりも30年近く前に新アッシリア時代の王ティグラト・ピレセル3世（在位：前745年-前727年）によって征服されていた。この30年程の間、バビロニアでは繰り返し、独立した王国の再構築が試みられた。センナケリブの治世にバビロニア人の反乱が頻発し、困難をもたらした。センナケリブはその治世を通じてバビロニアの反乱を幾度となく鎮圧しなければならなかった。
前700年の反乱を撃破した後、センナケリブは自らの息子であるアッシュル・ナディン・シュミを新たなバビロンの王に任命した。また、アッシュル・ナディン・シュミはmāru rēštûという称号も帯びていた。この称号は「卓越した息子」、あるいは「長男」と解釈可能である。彼のバビロン王への任命と新たな称号は、アッシュル・ナディン・シュミがセンナケリブの死後にそれを継いでアッシリアの王となるべく育成されていたことを示す。アッシュル・ナディン・シュミがmāru rēštûという称号を帯びていたことは彼がセンナケリブの王太子であったことを示すであろう。もしこれが「卓越した」という意味であった場合、そのような称号は王太子にのみ相応しいであろう。またそれが「最初に生まれた」という意味である場合、それはアッシリア人のほとんどが従う長子相続の原理（最年長の息子が相続人となる）によってアッシュル・ナディン・シュミが後継者であったことを示す。アッシュル・ナディン・シュミが王太子であることを支持するより重要な証拠は、センナケリブがアッシュル市にアッシュル・ナディン・シュミの宮殿を建設していることである。センナケリブは、後に王太子となったエサルハドンにも同様の処置を行っている。
アッシュル・ナディン・シュミの地位は、アッシリア人のバビロニア王として政治的に重要であり、また極めてデリケートなものであったがゆえに、新アッシリア帝国全体の継承予定者としての貴重な経験を彼にもたらしたことであろう。しかしながら、アッシュル・ナディン・シュミは不安定なバビロニアの政治状況を制することができず、そのバビロン王としての地位は長く続かなかった。前694年、センナケリブはエラム（現在のイラン南西部）に逃げ込んだカルデア人の反逆者を追ってエラム遠征を行った。この侵攻への対応としてエラム人は前694年中に新アッシリア帝国の南部地域に侵入し、恐らくはバビロニア人自身の協応によってシッパル市でアッシュル・ナディン・シュミを捕縛することに成功した。アッシュル・ナディン・シュミはエラムに連れ去られ、恐らく処刑された。